# Vince McMahon
Pour les articles homonymes, voir McMahon.
 (novembre 2023).
Vincent Kennedy McMahon, né le 24 août 1945 à Pinehurst, est un promoteur de catch (lutte professionnelle), un  commentateur play-by-play de catch, un ancien catcheur et un homme d’affaires américain.
Il est actuellement l'actionnaire majoritaire et ancien président directeur général de la World Wrestling Entertainment (WWE), ainsi que le fondateur d'Alpha Entertainment, qui est était la holding de la ligue de football américain connue sous le nom de XFL en 2020.
Petit-fils de Jess McMahon, fils de Vincent James McMahon, c'est l'époux de Linda McMahon et le père de Shane McMahon, Stephanie McMahon-Levesque et le beau-père de Triple H. On considère généralement que McMahon est un grand artisan de la popularité considérable du catch aux États-Unis. Il est de loin le promoteur de catch le plus influent et ayant eu le plus de succès dans l'histoire même si ses tentatives dans d'autres domaines que le catch ont été plus mitigées.
Il apparaît de multiples fois à la télévision lors de ses shows de catch, non seulement en tant que personnage mais en tant que catcheur, y ayant même remporté 2 titres majeurs : 1 fois Champion de la WWF et 1 fois ECW World Heavyweight Champion. Il a également remporté le Royal Rumble 1999.
En 2014, il rejoint les milliardaires avec une fortune qui s’élèverait à 1,2 milliard de dollars US, selon le magazine Forbes.
Le 22 juillet 2022, à la suite d'accusations d'agression sexuelle devenues publiques un mois plus tôt, il démissionne de ses fonctions de président-directeur général dans l'attente d'une enquête interne, sa fille Stephanie McMahon étant nommée PDG par intérim et présidente par intérim de la WWE. En janvier 2023, il revient en se faisant élire président du conseil d'administration. En septembre 2023, la WWE fusionne avec l'UFC pour devenir TKO Group Holdings au sein du groupe Endeavor, il devient président exécutif de la nouvelle organisation et le troisième homme le plus puissant de la nouvelle société. Le 26 janvier 2024, il démissionne à nouveau après le dépôt d'une plainte à son encontre pour viols et proxénétisme de la part d'une ancienne employée. Il demeure néanmoins l'actionnaire majoritaire de sa société.

## Biographie

### Jeunesse
Vincent Kennedy McMahon nait le 24 août 1945 en Caroline du Nord de Vincent James McMahon et Victoria Luption. Ses parents se séparent peu après sa naissance. Sa mère se remarie avec un homme abusif et ils s'installent dans une roulotte à Havelock. Durant sa jeunesse, Vince souffre de dyslexie,.
Il étudie à Fishburne Military School, une école militaire située à Waynesboro en Virginie, où il est le premier cadet de l'histoire de l'école à être traducteur en situation de guerre. Il est aussi diplômé de l'université de l'Est de la Caroline en 1968 en administration/marketing. 
Vince n'a pas connu son père biologique avant l'âge de 12 ans. Il passe alors des vacances avec lui et découvre son métier de promoteur de catch à New York. Il devient immédiatement fou amoureux de cette discipline. La compagnie de son père, la World Wide Wrestling Federation, domine la lutte professionnelle dans le Nord-Est des États-Unis depuis les années 1950. Son père lui proposera de devenir voyageur de commerce à Bangor, dans le Maine. En 1971, Vince organise son premier spectacle de lutte. En plus de faire la promotion, il est commentateur principal, ou play-by-play, pour la WWF. Mais c'est la promotion qui constitue son principal intérêt.
Vince a un demi-frère, Rodney McMahon, décédé en 2021, qui travaillait au Texas.

### Vie privée
Vince s'est marié avec Linda Marie Edwards le 6 août 1966 à Craven Co., Caroline du Nord, États-Unis. Ils se sont connus alors que Linda avait 13 ans et Vince 16 ans. Ils se sont rencontrés grâce à la mère de Vince, Vicky Askew. Ils ont deux enfants : Stephanie et Shane.

## Carrière dans le catch

### World Wrestling Federation/Entertainment (1970-2024)

#### Débuts et carrière (1970-2001)
Après avoir terminé ses études, Vince déménage pour travailler aux côtés de son père et devient commentateur à la télévision dès 1971. Au fil des années 1970, il prend du galon au sein de la compagnie de son père et le pousse à changer le nom de la compagnie en World Wrestling Federation (WWF) en 1979. Vince est également derrière le combat entre Ali et Antonio Inoki en 1976, l'année où Stephanie est née. En 1979, Vince rachète le Cape Cod Coliseum, où se dérouleront désormais des matches de hockey et des compétitions de lutte. En 1980, il crée Titan Sports Inc. En 1982, se sachant condamné par un cancer, Vince Sr. consent à vendre sa compagnie à son fils par le biais de Titan Sports. Contre les vœux de son père, Vince commence une expansion nationale qui va fondamentalement changer cette industrie. En 1983, Vince prend le contrôle total et la propriété de la WWF et des directions futures, ayant acheté toutes les actions de l'ancien partenaire de son père, Gorilla Monsoon. En achetant les actions, Vince a promis à Monsoon un emploi à vie et Monsoon est resté affilié avec la WWF jusqu'à sa mort en 1999. Le père de Vince est décédé en 1984, laissant à son fils le soin de continuer à faire progresser la lutte. La première chose qu'il a faite en tant que propriétaire unique de la WWF a été de se séparer du National Wrestling Alliance, ce qui était une vision d'avenir puisque la promotion de la lutte nationale était incompatible avec les anciennes philosophies de promotions.
Dans le film Rocky 3, l'œil du tigre, Hulk Hogan a commencé à étendre sa célébrité et il est revenu à la nouvelle WWF de Vince McMahon. Hogan a gagné le WWF Championship le 23 janvier 1984, quelques semaines après son retour, et McMahon l'a aidé à se répandre dans les médias en tant que bon gars proaméricain.
McMahon ne s'est pas arrêté là, en invitant des stars du rock et de la pop comme Alice Cooper et Cyndi Lauper à participer à des histoires de la WWF qui vont être appelées le Rock 'n' Wrestling Connection. La popularité de la WWF a augmenté en flèche, tellement, que MTV a incorporé de la lutte dans ses programmes pour suivre les exploits des stars de la musique ainsi que les autres célébrités dans le monde de la lutte. McMahon a incorporé à la lutte d'autres types de divertissements, tels que la musique et les films de sports. Avec Hulk Hogan en tant que lutteur et McMahon en tant que promoteur, les deux ont travaillé pour promouvoir la lutte professionnelle à des endroits où personne ne l'imaginait[réf. nécessaire]. Au même moment, McMahon a publiquement avoué le secret derrière la lutte, le fait que la lutte est arrangée. Il a avoué que les résultats sont prédéterminés, que les mouvements sont prévus et que les lutteurs jouent un rôle tout comme les acteurs d'Hollywood. Cette annonce publique a brisé les vieilles manières de la lutte et McMahon a gagné plus de colères envers les partisans « old-school », lutteurs et promoteurs[réf. nécessaire].
Le point culminant de la Rock 'n' Wrestling Connection a été le tout premier WrestleMania au Madison Square Garden à New York. McMahon en a fait la promotion à travers le pays à travers des circuits télévisés fermés (les pay-per-view n'existaient pas encore), en versant toutes ses ressources dans l'évènement. WrestleMania a été un succès et a résolu des problèmes financiers. L'évènement est devenu annuel, chaque mois de mars ou d'avril. McMahon a enchaîné les succès en lançant d'autres PPV tels que Survivor Series, SummerSlam en 1988 et le Royal Rumble en 1989. L'évènement WrestleMania fut si populaire qu'au WrestleMania III, il y eut une foule de 93 173 partisans. McMahon s'est aventuré hors de la lutte en fondant une compagnie de culturisme appelée la World Bodybuilding Federation (en) (WBF). Au même moment, McMahon a eu des problèmes avec la NWA et ses PPV. Autour de 1992, les choses ont commencé à changer. La WBF a sorti une affaire sur le fait que les lutteurs de McMahon utilisaient des stéroïdes[réf. nécessaire]. En 1994, les choses ont commencé à tourner en faveur de la WCW, spécialement quand ils ont signé Hulk Hogan. McMahon a été mis en cause en 1994, se faisant accuser de distribuer des stéroïdes à ses lutteurs. Sa femme Linda a été nommée CEO pendant cette période. Il a ensuite été acquitté, admettant qu'il avait déjà pris lui-même des stéroïdes dans les années 1980. Hulk Hogan est resté sa star numéro un mais son témoignage dans l'épreuve a sévèrement mis en cause l'amitié entre les deux hommes bien que Hogan ait témoigné en faveur de McMahon. Après le témoignage de Hogan, McMahon a déclaré devant les médias qu'il aimerait que Hogan n'ait pas menti pour lui. Il semblerait que le commentaire de McMahon visait à essayer de raisonner Hogan avant qu'il n'aille à la WCW. Malgré cela, la WWF a essuyé plusieurs revers.

#### Rivalité avec Stone cold Steve Austin et début de l'attitude era (1997-debut 2001)
En 1997, la WWF et son émission Monday Night RAW sur USA Network, perdait une grosse partie de son audience face à la WCW et leur nouvelle émission WCW Monday Nitro diffusée pour la première fois en septembre 1995. Alors que les spectateurs réclament moins de gimmicks tels que The Patriot et Doink the Clown, McMahon campe sur ses positions et l'audience de la WWF continue de décliner. À ce moment, McMahon est plutôt considéré comme un présentateur que comme le propriétaire de la WWF. Il compromet la carrière de Bret Hart à la WWF en lui volant le titre de la WWF malgré un accord préalable (Montreal Screwjob). Vince a fait un «heel turn» pour la première fois. Après le Survivor Series de 1997 et sa participation au Montreal Screwjob, McMahon apparaît dans le show sous les traits d'un personnage de propriétaire avec des cornes : « Mr. McMahon. » Il s'intéresse aux affaires de lutteurs connus et introduit des stars (heel) dans la Corporation ce qui a créé une rivalité entre McMahon et Austin. On voyait ainsi Steve Austin contester l'autorité de Vince chaque semaine à RAW. Grâce à ces changements, la compagnie retrouve enfin une part de son audience. Au cours de l'été 1998, la WWF rejoint la WCW en termes d'audience et n'est jamais redescendue. À la fois patron et présentateur, le personnage de M.. McMahon joue un rôle important à la télévision en rivalisant avec des stars comme The Undertaker, The Rock et Triple H. Les histoires l'ont même placé en tant que WWE Champion. Ils ont également eu une guerre de famille entre Stephanie, Shane, Linda et Vince. En 1999, il remporte le Royal Rumble en éliminant Stone Cold Steve Austin.

#### Achats de la WCW et de la ECW et lancement de la WWE (2001-2005)
En 2001, McMahon s'approprie le public de la WCW : la famille McMahon bénéficie de la majorité des votes. Le journal Forbes estime sa valeur nette à 700 millions de dollars US. En 2001, la société crée une ligue professionnelle de football en s'associant avec NBC : la XFL. Dès la première saison la ligue fait faillite ; NBC et la WWF ont perdu plus de 30 millions de dollars. Également en 2001, le paysage de la lutte américaine change quand la WWF rachète la World Championship Wrestling, ses rivaux de longue date. AOL Time Warner et la maison mère de la WCW ont tout mis en œuvre pour réduire considérablement le coût de l'opération. Vince achète ensuite les droits de l'Extreme Championship Wrestling ainsi que sa collection de vidéos. Grâce à cela, la WWF devient la seule grosse organisation de lutte en Amérique du Nord. Elle le restera jusqu'en 2002, date où le promoteur et ancien lutteur de la WWF et de la WCW, Jeff Jarrett, en compagnie de père Jerry Jarrett, crée la Total Nonstop Action Wrestling (TNA). En mai 2002, la compagnie doit changer de nom à la suite des poursuites de la World Wildlife Fund pour l'utilisation du WWF. La société s'appellera désormais la World Wrestling Entertainment (WWE). Enfin, McMahon engage son ancien rival, l'ancien président de la WCW Eric Bischoff, comme directeur général pour représenter RAW à la télévision.

#### Retour à la caméra (2005-2007)
À la suite de conflits avec Ric Flair, du retour de Hulk Hogan et de The Undertaker, le personnage de Vince s'est fait moins présent à la télévision pendant deux années. Malgré tout, Vince a tranquillement repris son rôle après WWE Homecoming. Cette fois-ci, il est l'allié de Shane, Linda et Stephanie. Ensuite, c'est avec Steve Austin qu'il a des démêlés. Peu de temps après, c'est au tour de Shawn Michaels et finalement de Triple H, ce qui fait renaître la D-Generation X. Durant cette période conflictuelle, il proclame que Michaels a été sauvé de la destruction à WrestleMania 22 par Dieu et il forme sa propre religion, le McMahonism[réf. nécessaire]. À Unforgiven 2006, Degeneration-X lui fait embrasser les fesses du Big Show au cours d'un Hell in a Cell. Il a ensuite été impliqué dans des renvois tels que celui du directeur général de RAW, Eric Bischoff et de Jim Ross. Depuis le renvoi de Bischoff, Vince assure le poste de directeur général de RAW, mais avec son assistant exécutif Jonathan Coachman.
Début 2007 commence un nouveau conflit face à l'agent immobilier Donald Trump ; il s'ensuit un match Billionar vs. Billionar en Manager match (Vince Mc Mahon était avec Umaga et Donald Trump avec Bobby Lashley), Hair vs. Hair (le directeur perdant se faisait raser la tête par le directeur vainqueur), Special Referee (Stone Cold Steve Austin en était l'arbitre) à WrestleMania 23. À la fin du match, Bobby Lashley gagne face à Umaga (ce qui fait seulement la troisième défaite du champion intercontinental en un an (il a perdu deux matchs de suite face à John Cena à New Years Revolution et à Royal Rumble)) et Vince McMahon s'est fait raser la tête par Donald Trump, Bobby Lashley et Stone Cold Steve Austin. À Backlash 2007, Vince, Shane McMahon et Umaga gagnent face au champion de la ECW Bobby Lashley, malgré une résistance de Bobby Lashley, il est épuisé à la suite du splash de l'indigène permettant ainsi au président de couvrir le catcheur de la ECW pour la victoire, et bien sûr la ceinture. Le 3 juin, il perd cette ceinture en même temps qu'une partie de sa raison (storyline) ; il alla même jusqu'à gifler Santino Marella alors qu'il protégeait Maria et insulta les frères Hardy et Lance Cade & Trevor Murdoch.
Lors du show spécial pour les 15 ans de RAW, Vince veut faire une photo de famille avec ses deux enfants, mais il est rapidement interrompu par Hornswoggle, puis par Triple H, qui ramène une à une toutes les soi-disant conquêtes de Vince sur le ring parmi lesquelles Melina, Sunny et Mae Young. À la vue de cette dernière, Shane quitte le ring, puis Stephanie en fait de même en embrassant au passage Triple H sur la bouche. Vince quitte alors à son tour le ring en lançant un « Je te déteste ! » à Triple H[réf. nécessaire]. À la fin de la soirée, Vince s'autoproclame « Plus grande superstar de l'histoire de RAW ». Alors Mick Foley arrive, lui fait son shockoto, puis c'est à l'Undertaker de lui porter un chokeslam et enfin Stone Cold Steve Austin qui fait mine de vouloir trinquer avec lui avant de lui porter un stunner. Vince finira finalement éclaboussé de bière par Triple H, Shawn Michaels et Hornswoggle. La semaine suivante, Vince apparait bien abattu sur le ring, et se défait plus encore lorsque Jeff Hardy arrive et le compare à Saddam Hussein,.
Le 11 juin 2007, pendant un épisode de RAW, Vince sort de l'Aréna et au moment où il entre dans sa limousine celle-ci explose et il est déclaré mort, ; il s'agit d'une storyline pour retirer le personnage de Vince McMahon des programmes de la WWE. On[Qui ?] aperçoit cependant le pied de Vince McMahon ressortir par derrière[réf. nécessaire]. La WWE joue tellement avec cette histoire que leur site Internet ne parle que de cela, des hommages sont rendus dans les fédérations ECW et Smackdown, les médias américains se mettent dans le coup et une conférence de presse est organisée par la famille McMahon. Vince McMahon fit son retour dans l'émission RAW du 25 juin 2007 en hommage à Chris Benoit, alors que cette émission devait être un hommage à la mort de Vince McMahon et se trouvait au milieu du ring, dans une salle vide. Il fait son grand retour le 6 août 2007 après presque deux mois d'absence. Le jour de son retour, il lui est annoncé qu'il possède un fils illégitime et que sa mère a porté plainte. La semaine d'après, sa fille Stéphanie McMahon lui annonce qu'elle a parlé à l'avocate de la plaignante et que son fils est dans un des rosters incluant la WWE Raw, WWE SmackDown ou ECW. À Saturday Night's Main Event, il rejette la possibilité d'Eugene et de Melina. M.. MacMahon est surnommé maintenant « Mr. McDaddy ». Beaucoup de rumeurs portent sur M.. Kennedy, Chris Masters, Matt Striker et Triple H qui serait alors le fils, mais aussi le beau-fils, puisqu'il est marié avec Stephanie McMahon (il serait alors marié avec sa sœur). Le 10 septembre 2007, M.. Johnson, l'avocat de la mère du fils illégitime de Finlay élimine tour à tour les catcheurs présents. À la fin il n'en reste plus qu'un et c'est Triple H (qui est marié à Stephanie McMahon) mais ils se disent que c'est impossible. C'était en fait un tour joué par M.. Johnson car il y avait encore un catcheur sous le ring. Personne ne s'attendait à entendre « Hornswoggle ». La semaine précédente (le 3 septembre 2007), ils avaient annoncés que le fils illégitime venait de l'état où il séjournerait le lundi suivant (10 septembre 2007) : le Wisconsin. Hornswoggle n'est pas le fils de M.. McMahon mais c'est le fils de Finlay.
Après le Royal Rumble, Vince McMahon veut corriger son fils pour n'avoir pas remporté, mais Finlay, son protecteur, ne partage pas l'avis de M.. McMahon. Il programme donc un No disqualification Match contre son « fils » et si Finlay osait s'interposer, il serait exclu. Finlay provoque M.. McMahon en protégeant Hornswoggle et en lui portant un coup de shillelagh. Au lieu de l'exclure, il a une meilleure idée : il programme un nouveau match contre Hornswoggle, mais dans une Steel Cage (cage d'acier). Finlay arrive comme prévu dans la cage mais c'est JBL qui arrive du dessous du ring et s'attaque d'abord à Finlay. Il l'attache dans les cordes avec des menottes puis détruit Hornswoggle. La semaine suivante, Mr.McMahon présente ses excuses pour ce qu'il a fait à Hornswoggle et demande que JBL fasse de même. Effectivement, il en vient aux excuses comme M.. McMahon le lui avait demandé, mais lui, s'excuse de dire que Hornswoggle n'est pas son fils illégitime. Le lundi suivant Finlay affirme que Hornswoggle est son fils à lui. JBL se trouvant dans la chambre d'hôpital de Hornswoggle l'attaque encore une fois. JBL gagne finalement le match l'opposant à Finlay dans Belfast Brawl Match à WrestleMania XXIV. Au mois de mars, Vince McMahon est intronisé au Walk Of Fame d'Hollywood.

#### The Million Dollar Mania (2008)
Le 26 mai 2008, Vince McMahon décide de récompenser les fans qui l'ont suivi depuis tant d'années en donnant 1 000 000 $US en plusieurs versements hebdomadaires, et ce, jusqu'à ce qu'il le décide. La distribution commence le 9 juin et dure jusqu'au 23 juin, date du Draft annuel. Il donne au dernier appelant 500 000 $ avant qu'une mystérieuse voix ne retentisse en disant : « I Love You Baby », qu'un objet du décor ne lâche à ses côtés, puis qu'une explosion se produise autour de lui et de ses derniers dollars, tout ceci avant que le sol ne s'affaisse sous lui. Plus de peur que de mal, il se relève mais juste pour apercevoir le décor derrière lui qui lui tombait dessus. Après que les quatre derniers survivants de la Bataille Royale, John Cena, Batista, Edge et Triple H ont aidé la sécurité à le tirer de là, Vince McMahon est emmené à l'hôpital.

Le dernier homme qui ait parlé à Vince McMahon est un certain Paul Levesque, plus connu dans le milieu du catch sous le nom de Triple H.

#### Rivalité avec Randy Orton et Bret Hart, et diverses apparitions (2008-2010)
Il fait son retour le 20 décembre 2008 dans un show réservé aux militaires, cependant ce show n'est pas répertorié dans les annales car il n'est pas vraiment officiel. M.. McMahon a fait son retour officiellement le 19 janvier 2009 à RAW. Chris Jericho a tenté de demander une seconde chance, ce qu'ont accepté Vince et Stephanie McMahon en pensant bien sûr au passage à humilier Jericho qui a dû s'agenouiller pour s'excuser auprès du public pour les avoir traités d'hypocrites. Puis Randy Orton demanda des excuses au président car Stephanie l'avait giflé un peu plus tôt dans la soirée. Le face à face est tendu car Orton s'en est pris à Stephanie en lui disant que depuis qu'elle avait eu ses deux enfants, elle ne servait plus à rien. Alors que M.. McMahon allait renvoyer Randy avec la célèbre phrase You're Fired, il gifle le président et porte ensuite un Punt Kick. Selon la WWE, M.. McMahon souffre d'une commotion cérébrale à la suite du Punt Kick de Randy Orton. Il fait son retour le 30 mars 2009 avec son fils Shane McMahon et Triple H pour attaquer The Legacy. Lors du WWE Hall of Fame 2009, il intronise Stone Cold Steve Austin. Lors de RAW du 16 novembre 2009, la WWE est de passage au Madison Square Garden où l'invité spécial est Roddy Piper, ce dernier le challenge pour un Street fight. Vince McMahon apparaît alors. Il reçoit une énorme ovation du public mais refuse le défi de Piper.

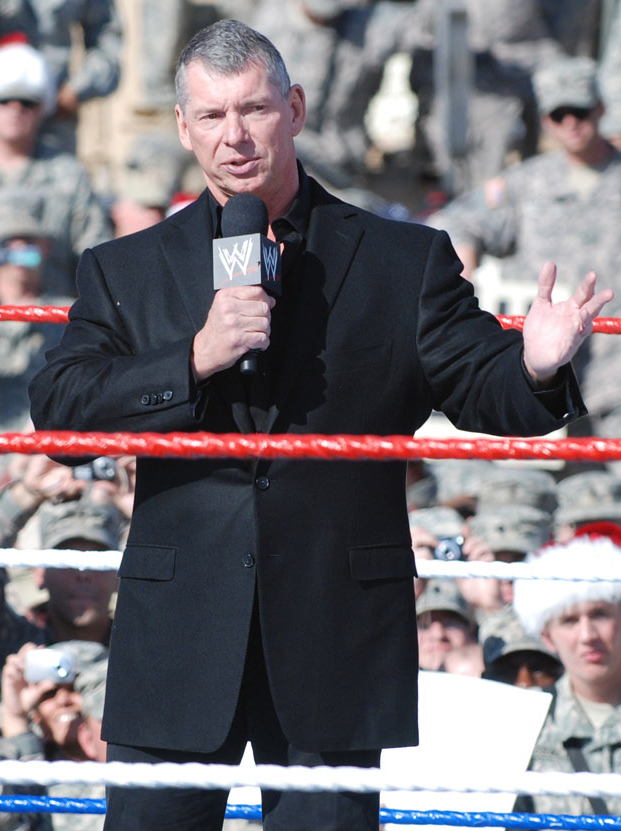
Vince McMahon en 2008.

Le 4 janvier 2010, Bret Hart fait son retour en tant que Guest Hosts de RAW et pardonne à Vince McMahon du Montreal Screwjob. Les deux se serrent la main puis Vince McMahon donne un coup de pied à Bret Hart. Il réalise un Heel Turn. Le 1er février 2010, Bret Hart revient à RAW mais se fait passer à tabac par Batista et Vince qui lui crache dessus. La semaine suivante, il est piégé par John Cena et accepte un match contre Hart à WrestleMania XXVI. Mais "The Hitman" arrive et l'attaque, McMahon fuit du ring pendant que Hart détruit la sécurité. Puis ce dernier se dirige vers Vince armé d'une chaise, celui-ci déclare alors que le match était annulé. En colère, Hart démolit la table des commentateurs et des équipements. Le show suivant à Raw, Bret Hart tente à nouveau de mettre un terme à leur rivalité en demandant un match à Vince McMahon. Son ennemi ne se présente pas, il part alors avec le soutien de nombreux catcheurs dont John Cena. En rentrant dans sa voiture, un autre véhicule heurte la portière lui brisant la jambe gauche. Bret Hart quitte les lieux en ambulance, John Cena en veut au président de la fédération.
Lors de RAW du 8 mars, il bat John Cena avec l'aide de Batista. Lors du WWE Raw du 15 mars 2010, il effectue la signature de contrat pour un No Holds Barred match sous les yeux de Stone Cold Steve Austin puis il se fait frapper avec le plâtre par Bret Hart, qui a mis en scène son accident pour piéger McMahon. Lors de WrestleMania XXVI, M.. McMahon annonce que le match sera aussi un Lumberjack match, avec pour bûcherons la Hart Dynasty : il voulait que Natalya, Tyson Kidd et David Hart Smith soient les bûcherons pour qu'il le voient humilier leur oncle mais ils ont effectué un face turn en lui faisant un Hart Attack depuis la 3e corde du ring. M.. McMahon se fait battre par Bret Hart dans un No holds barred lumberjack match par un Sharpshooter.
Il revient le 31 mai à Raw et félicite Bret Hart d'être le nouveau manager général de WWE Raw et lui souhaite beaucoup de chance. Lors du RAW du 21 juin 2010, il met fin au contrat de Bret Hart et plus tard lors du main event opposant John Cena et Sheamus, The Nexus refont leur apparition en attaquant Cena puis M. McMahon, l'arbitre spécial du match, qui s'occupait des interventions tandis que Sheamus une fois de plus échappe à Nexus.

#### Rivalité avec CM Punk (2011)
Lors du Raw du 1er février, McMahon fait son grand retour en annonçant qu'il trouvera un guest host pour WrestleMania XXVII qui se révèle être The Rock. Lors de celui du 5 mai, il offre un cadeau à The Rock à l'occasion de son anniversaire. Pour la première fois Vince pleure submergé par l'émotion, lui qui a maintenant passé la main à sa fille et son beau-fils. The Rock en sera très touché.
Lors du RAW du 27 juin, après le main event de John Cena contre R-Truth, CM Punk intervient, prend un micro et s'adresse à John Cena. Puis il commence à critiquer la WWE, son staff et ses dirigeants. Il devient même insultant envers la famille McMahon. Les organisateurs du show décident de couper le micro de CM Punk, et c'est de cette manière que se termine le show. Le lendemain, on apprend que Vince McMahon a suspendu CM Punk pour une durée indéterminée. Donc, lors du RAW suivant, Vince intervient en fin de show et explique la suspension de CM Punk. Il est rejoint par John Cena qui lui demande de réintégrer CM Punk pour leur match à Money in the Bank. McMahon finit par accepter à une condition : si Cena perd, il sera renvoyé de la WWE. La semaine suivante, McMahon essaie de renégocier le contrat de CM Punk à la WWE, mais les conditions du leader de the New Nexus sont si extravagantes que la signature échoue.
À Money in the Bank (2011), il tenta de faire perde le titre à CM Punk en faisant venir Alberto Del Rio (vainqueur du Money in the bank de Raw) mais Punk inflige à ce dernier du coup pied dans la tête ne permettant pas à Alberto del Rio d'avoir le match. Vince regarde CM Punk partir avec le championnat. Lors du Raw du 19 juillet 2011, il vient interrompre la finale du tournoi pour désigner le nouveau WWE Champion, CM Punk étant parti de la compagnie la veille avec le titre. Il a l'intention d'aller au bout de son discours et de renvoyer John Cena. Mais Triple H l'interrompe à son tour. Il lui annonce que dans la matinée s'est tenu un conseil d'administration extraordinaire qui a décidé de le démettre de ses fonctions et de confier les tâches quotidiennes de la compagnie à lui-même. Vince est effondré et laissera apparaître quelques larmes avant de remercier le public.

#### Diverses apparitions (2012-2015)
Il fait un retour à Raw le 10 octobre 2011, pour virer Triple H en tant que COO et mettre John Laurinatis comme general manager intérimaire de Raw. Il apparaît également lors du Raw du 23 avril 2012, après le dark main event pour chanter joyeux anniversaire à John Cena avec d'autres superstars. Il fait son retour pour le Raw du 11 juin 2012 pour noter (au nom de la direction) le General Manager de Raw et Smackdown John Laurinaitis, où il reçoit le "WMD" du Big Show. Lors de No Way Out, il renvoie John Laurinaitis de son poste après que Big Show a perdu son match face à John Cena. Vince Mcmahon devrait apparaître lors du 1000e épisode de Raw. Lors du 1000e épisode de Raw, Vince McMahon arrive au mariage de A.J. & de Daniel Bryan, où il la nomme officiellement général Manager de Raw. Il est là le 3 août pour annoncer à Booker T qu'il est le nouveau général Manager de Smackdown. Il apparait lors du Raw du 8 octobre et défie CM Punk dans un Street Fight Match mais le match se termine en no contest après que Ryback intervient pour faire fuir Punk ; Mr.McMahon annonce que si CM Punk ne choisit pas son adversaire pour Hell In A Cell, c'est le président qui choisira si ce sera Ryback ou John Cena, CM Punk n'ayant pas fait son choix, le Chairman choisit Ryback. Lors du Raw du 3 décembre, il annonce que la mallette de Dolph Ziggler sera en jeu lors du Pay Per View TLC face à John Cena. Lors du RAW du 28 janvier, il vient décider du sort de Paul Heyman. Alors qu'il s'apprête à le virer, il se fait attaquer par Brock Lesnar qui effectue son retour et lui porte son F5. Lors du Raw du 25 février, alors qu'il affronte Paul Heyman, Brock Lesnar intervient en faveur de Heyman et c'est Triple H qui vient chasser Lesnar du ring.

#### The Authority (2015-2016)

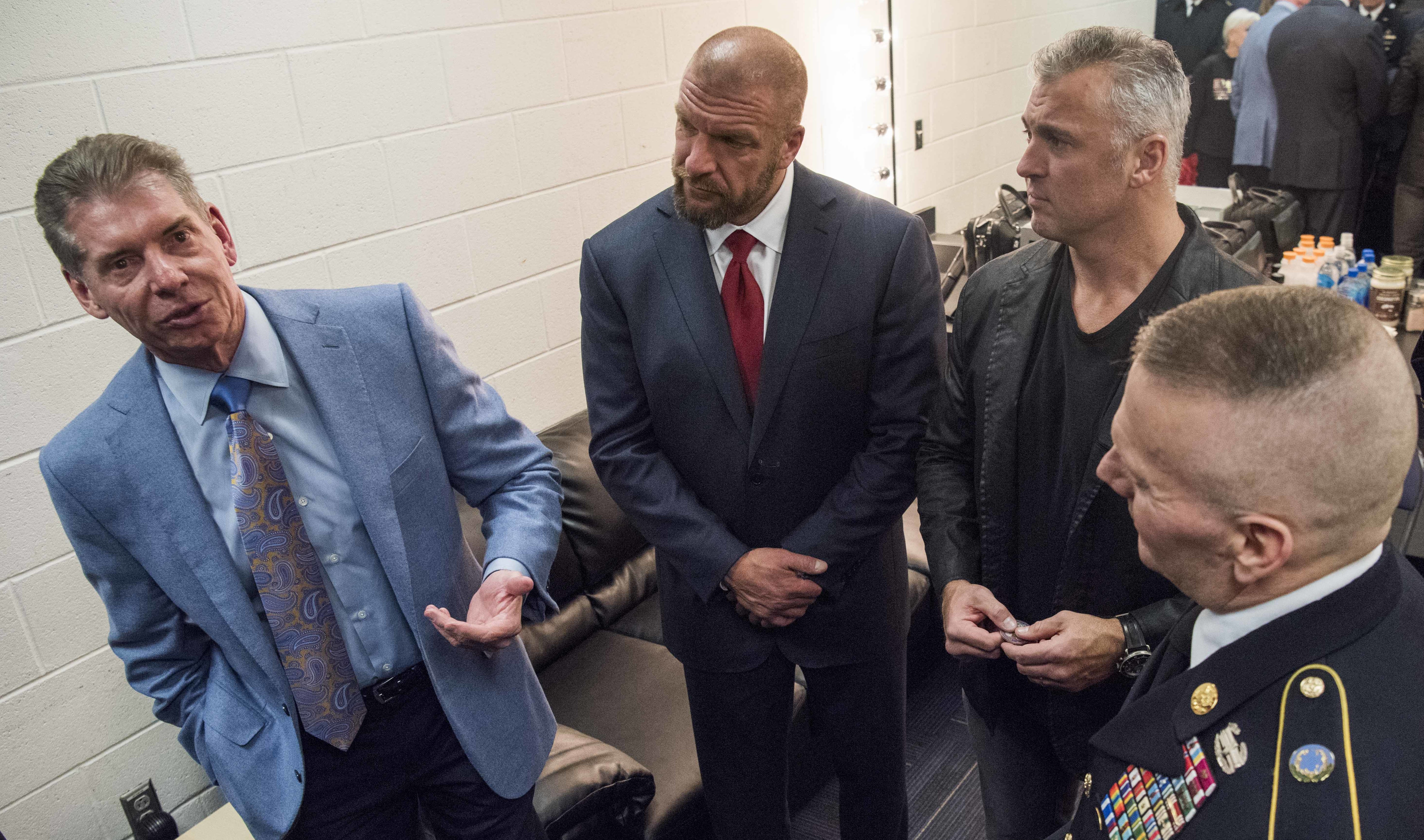
Vince McMahon à côté de Triple H et Shane McMahon en 2016.

Lors du Raw du 3 juin 2013, lui et Stéphanie Mcmahon empêchent Triple H de monter sur le ring pour catcher ce qui énerve Triple H. Lors de RAW du 10 juin 2013, il intervient dans le match opposant Triple H à Curtis Axel et fait sonner la cloche pour donner la victoire à Curtis Axel. Ses apparitions sont très rares lors des années 2014 et 2015. À la suite des agissements de Roman Reigns envers Triple H et Stephanie Mcmahon lors de TLC 2015 et l'édition de Raw suivante, il revient pour discuter avec Roman Reigns pour des excuses. Ce dernier refuse et Vince lui donne un coup dans les parties. Il assiste au match entre Roman Reigns et Sheamus mais se prend un violent coup de poing de Roman Reigns à la fin du match. Après ce match, il annonce que Roman Reigns défendra son titre lors du Royal Rumble match.
Lors du Raw du 22 février 2016, Vince McMahon présente le tout premier trophée de "l'Héritage d'excellence de Vincent J. McMahon" à Stephanie McMahon avant d'être interrompu par Shane McMahon, qui voulait faire son retour à la WWE pour la première fois depuis 6 ans. Shane se confronte à son père et sa sœur, et veut contrôler Raw. Ce qui conduit Vince à confronter Shane à l'Undertaker à Wrestlemania 32 dans un Hell in a Cell match avec la stipulation que si Shane gagne, il aura le contrôle total de Raw et l'Undertaker ne pourra plus catcher à WrestleMania. Le 4 avril, à Raw, Vince McMahon se réjouit de la défaite de Shane à WrestleMania la nuit dernière, avant que Shane n'arrive et accepte sa défaite en faisant ses adieux à la WWE, ce qui conduit Vince à laisser à Shane le contrôle de Raw pour une nuit, après avoir été ému par son fils. Après que Shane ait contrôlé Raw durant le reste du mois d'Avril, à Payback, Vince McMahon annonce que Shane et Stephanie auront le contrôle mutuel de Raw.
Le 3 avril 2017, McMahon se présente à RAW le lendemain de Wrestlemania 33 pour remercier les fans de la WWE. Il annonce le nouveau GM de RAW, Kurt Angle. Vince McMahon annonce aussi que la semaine suivante, un système d'échange aura lieu entre Smackdown et RAW. Le 12 septembre à SmackDown, Vince McMahon annonce un Hell in a Cell match entre Kevin Owens et Shane McMahon à Hell in a Cell puis se fait brutalement attaquer par Kevin Owens.
Le 22 janvier 2018 lors des 25 ans de Raw, il reçoit un Stunner de Stone Cold Steve Austin.
Le 12 mars 2018 à Raw, il suspend Roman Reigns.
Le 23 juillet à Raw, Mr. McMahon accueille Stephanie McMahon et Triple H qui viennent annoncer la création d'un pay-per-view entièrement féminin prévu pour le 28 octobre 2018.

#### Retour et diverses apparitions (2018-2022)
Le 17 décembre à Raw, il annonce qu'il revient avec la responsabilité des shows principaux (SmackDown Live et Raw).
Le 24 décembre à Raw, il annonce le retour de John Cena pour la semaine suivante et la venue des titres par équipe féminins de la WWE pour 2019. Le 25 décembre à SmackDown, il se fait attaquer par AJ Styles après avoir provoqué ce dernier.
Le 14 janvier 2019 à Raw, il arrive à peine sur le ring qu'il se fait interrompre par John Cena, ils sont ensuite rejoints par Drew McIntyre, Baron Corbin et Finn Bálor. McMahon annonce un Fatal 4 Way Match entre ces quatre superstars, et le vainqueur pourra affronter Brock Lesnar au Royal Rumble.

#### Départ et retraite (2022-2024)
Le 22 juillet 2022, Vince McMahon est poussé au départ de la WWE à la suite d’accusations de relations extraconjugales, mais aussi de harcèlements sexuels, des affaires marquées par la signature d’accords de confidentialité à hauteur de plusieurs millions de dollars. Il revient à la tête de l’entreprise quelques mois plus tard, et pilote la fusion de la WWE avec l’UFC, la nouvelle holding prenant le nom de TKO Group. 
Le 26 janvier 2024, il annonce sa démission après le dépôt d’une plainte contre lui pour « agression sexuelle », « exploitation » et « violences psychologiques ».

### Palmarès

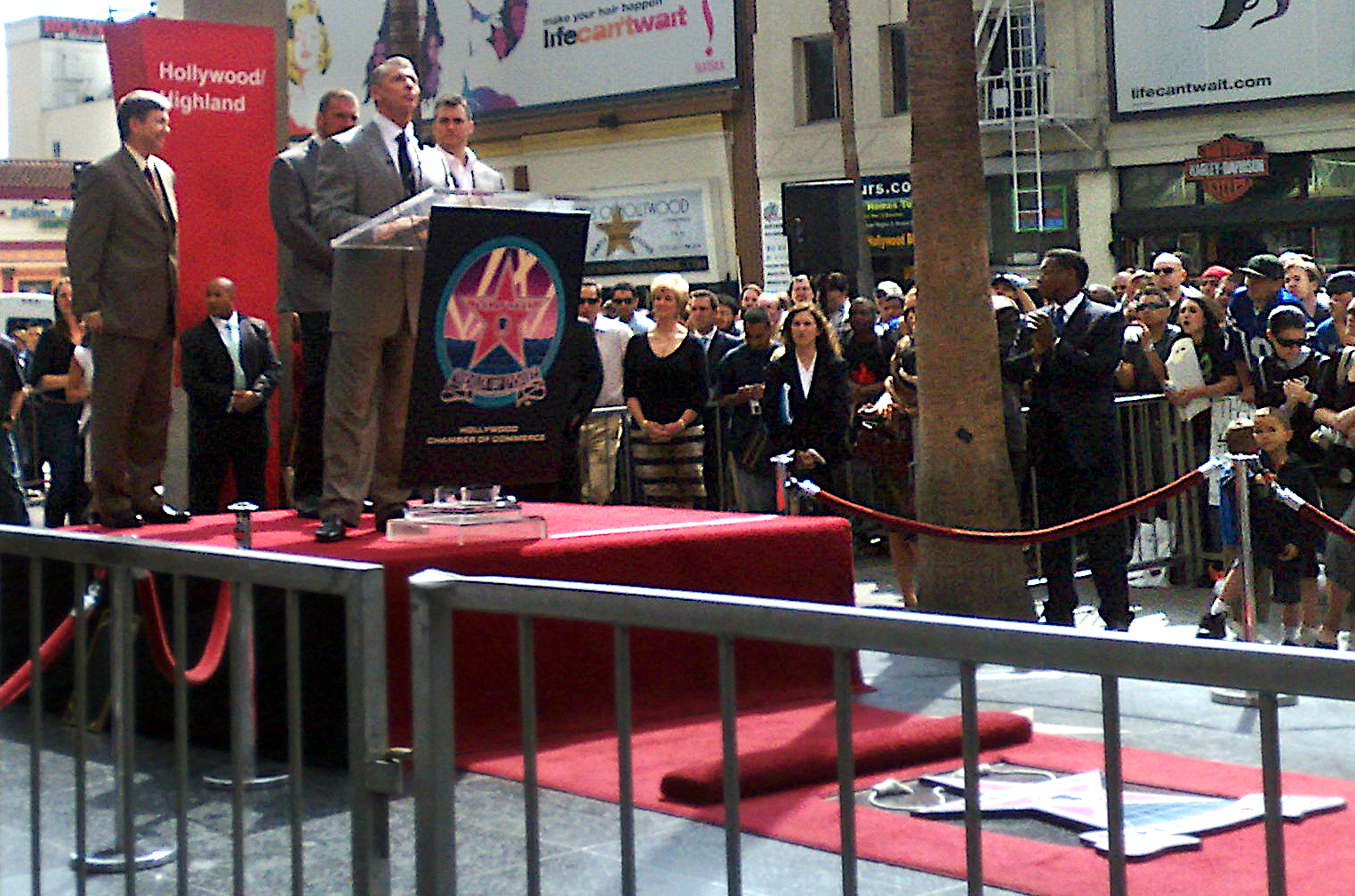
Inauguration de l'étoile de Vince McMahon sur le Hollywood Walk of Fame.

- World Wrestling Federation/Entertainment
  - 1 fois Champion de la WWF
  - 1 fois ECW World Champion
  - Gagnant du Royal Rumble 1999

- Pro Wrestling Illustrated
  - Élu rivalité de l'année en 1996 contre Eric Bischoff
  - Élu rivalité de l'année en 1998 et 1999 contre Stone Cold Steve Austin
  - Élu rivalité de l'année en 2001 contre Shane McMahon
  - Élu meilleur match de l'année 2006 contre Shawn Michaels

- Wrestling Observer Newsletter Hall of Fame
  - 1987 Meilleur Booker
  - 1988 Meilleur Promoteur
  - 1998 Meilleur Booker
  - 1998 Meilleur Promoteur
  - 1999 Meilleur Booker
  - 1999 Meilleur Promoteur
  - 2000 Meilleur Promoteur
  - 1998 Rivalité de l'année (vs. Steve Austin)
  - 1999 Rivalité de l'année (vs. Steve Austin)
  - 1999 Meilleur Non-Lutteur
  - 2000 Meilleur Non-Lutteur
  - Membre du Wrestling Observer Hall of Fame (1996)

- Gerweck.net
  - 2005 Promoteur de l'année
  - 2008 Étoile à son nom à Hollywood Walk of Fame.

### Gimmicks
Le personnage de McMahon se compose de plusieurs gimmicks qui sont devenus incontournables devant les caméras.

### You're Fired!
Dans les histoires de catch, l'un des gimmicks de Vince est de « virer » son personnel comme bon lui semble quand il n'est pas content.
Voici la liste des personnes qui ont été renvoyées :
- Steve Austin, Steve a été arbitre spécial (Undertaker vs Kane) à cause du coup de chaise et un Stone Cold Stunner, Steve Austin se fit virer par Vincent Kennedy McMahon.
- Kane, qui a été réembauché le soir même ;
- Mick Foley, en tant que commissionnaire, deux fois ;
- Paul Heyman, en tant que commentateur de RAW ;
- Hulk Hogan, après qu'il a été prouvé qu'il était «M. America», ce qui coïncidait avec la fin de son contrat ;
- Kurt Angle, comme directeur général de SmackDown, et il a été forcé de retourner lutter ;
- Eric Bischoff, après que RAW a perdu contre SmackDown à Survivor Series 2005, en plus de ne pas avoir accompli ses objectifs ;
- Jim Ross, blâmé d'être l'ami de Stone Cold et de ne pas être intervenu un soir (il avait dû s'arrêter pour se faire opérer au colon) ;
- Shawn Michaels, en tant que commissionnaire, mais Shawn a notifié à Vince qu'il ne pouvait pas être viré conformément à ce qui était stipulé dans son contrat ;
- The Undertaker, pensant que Linda McMahon lui avait fait signer un nouveau contrat ;
- Dude Love (Mankind), pour ne pas avoir battu Steve Austin dans un In Your House (Over the Edge en 1998) ; Cependant, Mankind est revenu plus tard dans la soirée ;
- Tous les partisans de la WWE — un soir dans l'arène, Vince a dit qu'il engageait tous ceux qui le regardaient pour le simple plaisir de les renvoyer quelques secondes plus tard ;
- William Regal a été viré (kayfabe) parce qu'il a perdu contre M. Kennedy. Il fait son retour à RAW comme simple catcheur le 28 juillet 2008.
- Donald Trump revend RAW à Vince McMahon et se retrouve ensuite licencié.
- Triple H de son poste de directeur général de Raw après que le conseil de direction de la WWE a mis John Laurinatis comme general manager intérimaire de Raw.
- John Laurinaitis de son poste de general manager de WWE Raw et WWE SmackDown en 2012 après que le Big Show ait perdu contre John Cena à No Way Out (2012)
- Booker T pour pouvoir donner la direction de general Manager permanent de Smackdown à Vickie Guerrero

Vince McMahon a tenté de virer plusieurs fois Randy Orton au début de l'année 2009 mais Randy attaquait tout le temps Vince avant qu'il puisse dire « You're fired ». Il ne fut donc jamais viré.
Vince McMahon n'a pas pu dire « You're fired » à John Cena à Monday Night Raw car il fut interrompu par Triple H qui a annoncé qu'il prenait sa place en tant que Président de la WWE. Il voulut virer Paul Heyman en 2013 mais Brock Lesnar lui a porté son F-5 avant qu'il puisse dire « You're fired ».

### Kiss My Ass Club

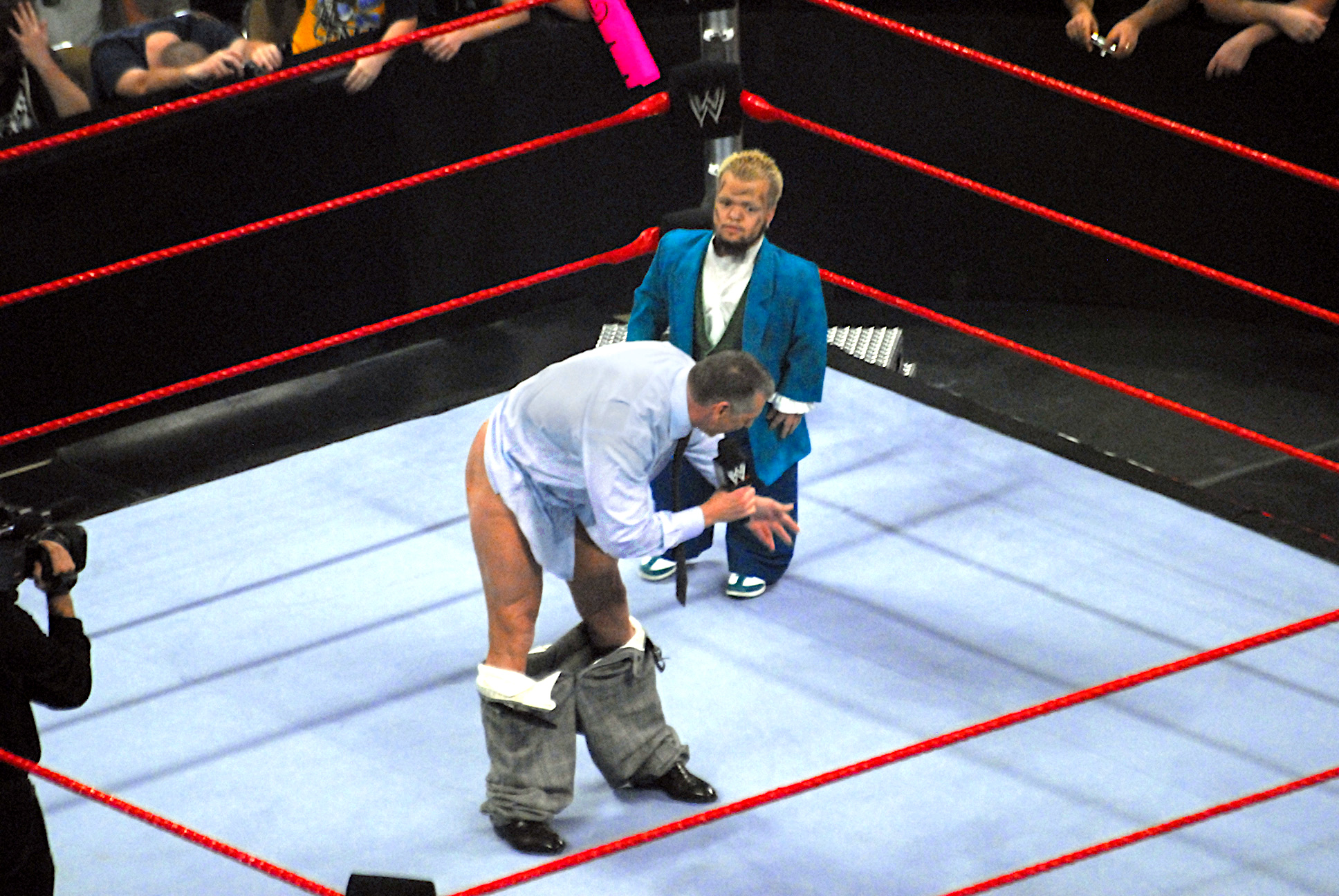
Vince ordonne à Hornswoggle de rejoindre le 'Kiss My Ass Club.

Ce club regroupe tous ceux qui ont embrassé les fesses de Vince McMahon sous la contrainte, ou pour avoir un travail, un match de championnat, ou encore plus simplement parce que Vince McMahon voulait les rabaisser. William Regal fut le premier membre de ce club. Le deuxième fut Jim Ross, Kurt Angle et Undertaker l'ont forcé. Le troisième, HBK, en effet Shane McMahon l'a assommé par surprise avec une chaise et, du coup, Shane prit la tête de Michaels et l'obligea à embrasser les fesses de Vince.
Triple H aurait pu être le quatrième membre involontaire de ce club. Cependant, il ne rejoindra pas ce club : coup de théâtre, The Game porte son Pedigree sur le président et Shane McMahon s'endort car il avait bu une bouteille pleine de somnifère alors que c'est Triple H qui aurait dû la boire. C'est Mick Foley qui fut le quatrième membre, il a volontairement embrassé le derrière du président afin que Melina ne perde pas son emploi. Mais, par la suite, Melina le trahit et lui donne un low blow sur The Hardcore Legend et la diva se range aux côtés des McMahon.
Le cinquième membre fut le fils même du patron, Shane McMahon. Celui-ci, lors de Wrestlemania 22, est intervenu dans le match de HBK et Vince McMahon dans un match sans règles. Shane positionna Shawn pour le Kiss My Ass mais l'adversaire de Mister McMahon prit la tête de son fils et l'enfonça dans le Ass de son propre père.
Vince McMahon a lui aussi été contraint d'embrasser les fesses d'un lutteur lors d'un Hell In A Cell match qui a vu s'opposer Vince et Shane McMahon ainsi que Big Show contre D-Generation X à Unforgiven 2006 : alors que Big Show et Shane ne répondaient plus, Shawn Michaels et Triple H ont forcé le Président à entrer dans le Big Kiss My Big Ass Club en le faisant embrasser le postérieur du Big Show.
Le dernier membre qui aurait dû être intronisé est le fils illégitime de Vince, Hornswoggle. Vince voulait montrer comment éduquer les enfants, et, par punition, il obligea son fils à entrer dans le Kiss My Ass Club. Mais Finlay, le mentor de Hornswoggle, le sauva de cette « punition » en l'obligeant à ne pas se laisser faire. Hornswoggle, en guise de punition, reçut le droit de mordre directement les fesses de son père et du propriétaire de la fédération.

## Football américain

### XFL (2001; 2020)
En 2000, McMahon s'est de nouveau aventuré en dehors du monde de la lutte professionnelle en lançant la XFL, une ligue professionnelle de football américain. La ligue a commencé en février 2001, avec McMahon faisant une apparition au premier match. Cependant, la XFL s'est rapidement repliée après une saison en raison de faibles audiences à la télévision, qui à cette époque était diffusée le samedi soir sur le réseau télévisé NBC et le dimanche sur UPN et TNN.
Le 25 janvier 2018, Vince McMahon annonce via les réseaux sociaux (Facebook, Twitter et Youtube) et sur le site d'Alpha Entertainement le retour de la XFL pour 2020.
La nouvelle saison de la XFL débute le 8 février 2020 avec des matchs sur ABC, FOX et ESPN. Elle n'est plus affiliée à la WWE mais est contrôlée par Alpha Entertainment, une société indépendante mais également contrôlée par McMahon. La saison est interrompue en mars 2020 après seulement 5 week-ends à cause de la pandémie de COVID-19. Alpha Entertaiment préfère jeter l'éponge immédiatement. La société se déclare en faillite et est finalement rachetée par Dwayne Johnson et d'autres partenaires.

## Controverses et polémiques

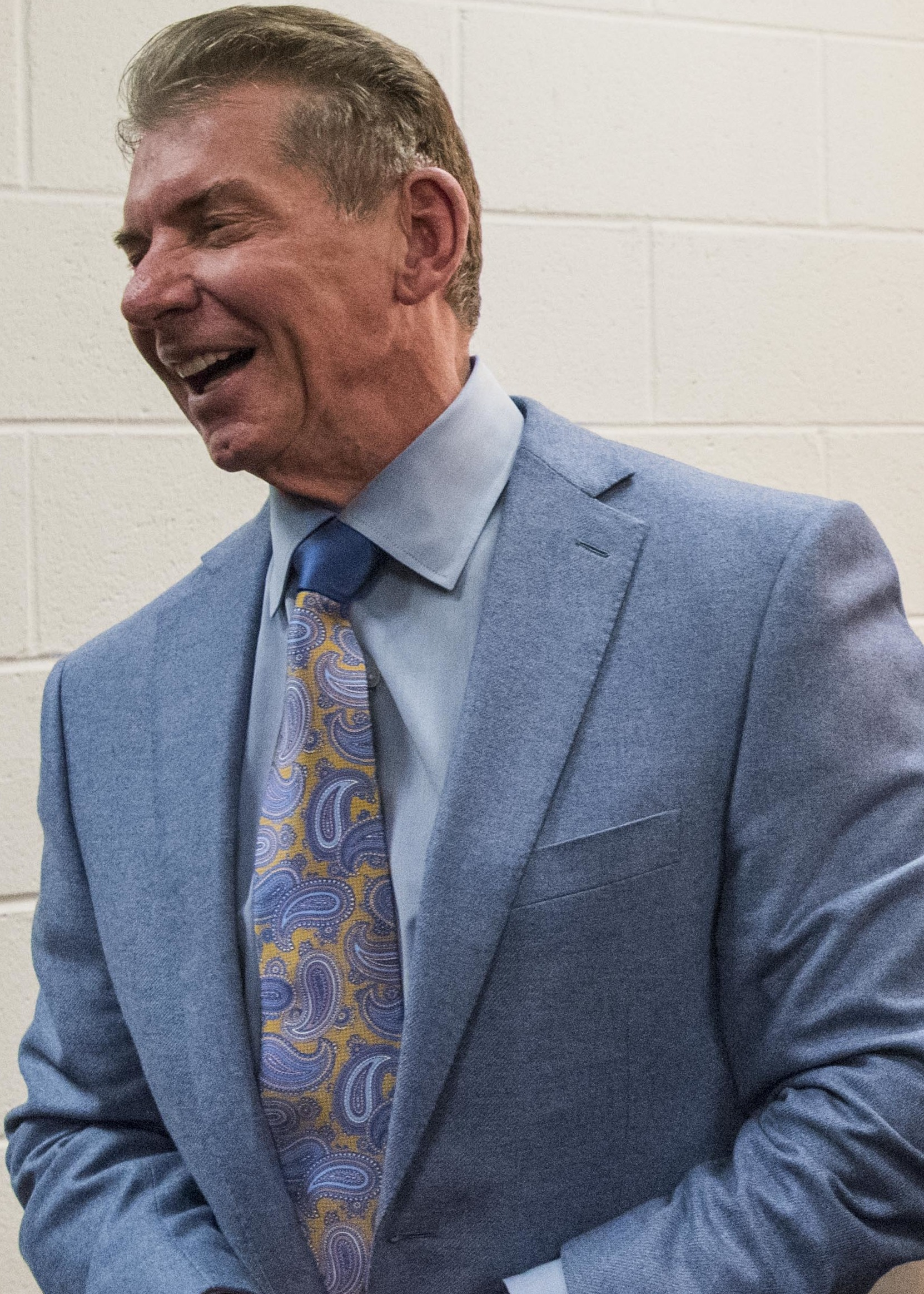
Ce présente devant le tribunal

Aux Survivor Series 1997 à Montréal, alors que Bret « The Hitman » Hart défend son titre de champion du monde face à Shawn Michaels, un évènement inattendu se produit : pendant que le HeartBreak Kid porte un Sharpshooter sur Bret, la cloche sonne l'abandon de Bret, chose qui n'avait pas été déterminée avant le combat. On apprendra plus tard que c'est Vince McMahon, le président de la WWF, qui avait fait sonner la fin du combat car Bret refusait de perdre son titre au Canada. De colère, Bret lui crache dessus depuis le ring puis le frappe en coulisse. Bret « Hitman » Hart quitte la WWF pour aller à la WCW, emmenant avec lui le British Bulldog et Jim Neidhart. Quelques semaines plus tard, Bret apparait alors à la WCW.
En 1992, Rita Chatterton, qui travaille en tant qu'arbitre sous le nom de Rita Marie, l'accuse de l'avoir violée le 16 juillet 1986 à l'arrière de sa limousine. L'histoire tombe peu à peu dans l'oubli puis ressurgit en 2022, lorsque McMahon est soupçonné de possibles agressions sexuelles à la suite du paiement de plusieurs femmes à la suite d'accords de confidentialité. Chatterton porte finalement plainte en décembre 2022, puis un arrangement à l'amiable est signé le mois suivant en échange d'une somme d'argent dont le montant est resté confidentiel.
Le 1er février 2006, Vince McMahon est accusé d'agressions sexuelles sur une employée d'un salon de bronzage de Boca Raton, en Floride. Toutefois, aucune charge n'est retenue contre lui.
Vince s'est également mis dans une mauvaise posture en se positionnant sur un plan sexuel[Quoi ?] avec plusieurs divas de la WWE, incluant Sable (Rena Mero), Trish Stratus, Candice Michelle. Vince et la WWE ont été au centre de controverses dans le passé, spécialement dans le « Attitude Era »[Quoi ?] de la WWF. Les références sexuelles du groupe de D-Generation X ont été le principal axe de communication de la marque de bière de Stone Cold Steve Austin qu'on voit boire et montrer le majeur en un geste obscène.

### Accusation d'agressions sexuelles (2022-2024)
En avril 2022, le conseil d'administration de la WWE lance une enquête interne après avoir découvert que Vince McMahon aurait payé, potentiellement avec l'argent de la société, plusieurs femmes pour qu'elles gardent le silence au sujet de relations extraconjugales, peut-être non consenties, avec lui. L'affaire sort publiquement le 15 juin 2022 dans le Wall Street Journal.
Le 22 juillet 2022, McMahon démissionne mais reste l'actionnaire majoritaire. C'est sa fille, Stephanie, qui le remplace en tant que présidente en duo avec Nick Khan. En octobre 2022, l'enquête interne conclut que 19,6 millions de dollars ont en tout été versés à plusieurs dizaines de femmes entre 2006 et 2022. Vince McMahon s'engage à rembourser la société de cette somme ainsi que du coût de l'enquête. Quelques mois plus tard, considérant que l'affaire s'est éteinte d'elle-même et qu'il n'aurait pas dû partir, il demande officiellement au conseil d'administration sa réintégration, qui refuse. En tant qu'actionnaire majoritaire, il se sert donc des statuts de la société pour changer un certain nombre de membres du conseil pour y placer des personnes plus favorables. Le 19 janvier 2023, il est élu président du conseil.
Le 25 janvier 2024, une ancienne employée, Janel Grant, qui est celle par qui le scandale a été rendu public la première fois en 2022, porte plainte contre lui, John Laurinaitis, un des vice-présidents, et la société pour « agressions sexuelles, exploitation, proxénétisme et violences psychologiques ». Il y est accusé d'avoir entretenu de nombreuses relations sexuelles avec la plaignante entre 2019 et 2022 sous la pression, de l'avoir obligée à avoir des relations sexuelles avec d'autres employés, dont Laurinaitis, son supérieur direct, d'avoir partagé des photos et vidéos intimes d'elle avec d'autres employés sans son consentement et d'avoir pratiqué sur elle un certain nombre d'actes sexuels violents et/ou dégradants. Il lui aurait ensuite fait signer un accord de confidentialité pour 3 millions de dollars qu'il aurait ensuite refusé de payer en intégralité à cause des fuites dans la presse en 2022. Vince McMahon nie tout en bloc mais démissionne le lendemain de toutes ses fonctions au sein de TKO.

## Médias
En 2001, Vince McMahon a donné une interview pour la seconde édition annuelle du magazine Playboy. En mars 2006, à l'âge de soixante ans, Vince fait la page couverture du magazine Muscle & Fitness montrant un physique impressionnant. Dans les mois suivant la publication on pouvait voir dans le bureau de M.. McMahon une grande affiche de la couverture accrochée au mur.
Le 22 août 2006, un double DVD est sorti pour parler de la carrière de Vince McMahon. Le titre en est très simplement McMahon. Le DVD inclut les combats suivant de M. McMahon :
- vs. Stone Cold Steve Austin (Raw 4/13/98)
- vs. Stone Cold Steve Austin (Steel Cage match Match-St. Valentine’s Day Massacre 2/14/99)
- vs. Stone Cold Steve Austin (Handicap Ladder Match (w/ Shane McMahon)-King of the Ring 6/27/99)
- vs. Triple H (No-Holds-Barred Match – Armageddon 12/12/99)
- vs. Shane McMahon (Street Fight – WrestleMania X-Seven 3/30/01)
- vs. Ric Flair (Street Fight – Royal Rumble 1/20/02)
- vs. Hulk Hogan (Street Fight – WrestleMania XIX 3/30/03)
- vs. Stephanie McMahon (“I Quit” Match - No Mercy 10/19/03)
- vs. Undertaker (Buried Alive Match – Survivor Series 11/16/03)

## Filmographie
- 1974 : The Wrestler : Lui-même
- 2003 : Stripperella (série TV) : Dirk McMahon (voix)
- 2014 : Scooby-Doo et la Folie du catch : Lui-même (voix)
- 2016 : Scooby-Doo et WWE : La Malédiction du pilote fantôme : Lui-même (voix)